# Geldersche Voetbalbond
De Geldersche Voetbalbond (Geld. VB) is een voormalige voetbalbond in Nederland opgericht op 7 november 1896. In 1996 werd de bond die toen eigenlijk vanaf 1940 Afdeling was, opgeheven door herstructurering bij de KNVB.

## Geschiedenis

### Oprichting
Op 7 november 1896 werd de Geldersche Voetbalbond opgericht door vertegenwoordigers van de voetbalclubs Vitesse uit Arnhem, Quick uit Nijmegen en Go Ahead uit Wageningen.
De eerste wedstrijd in de voetbalbond ging tussen Vitesse 2 en Go Ahead 2.
De bond was aanvankelijk opgericht als een voetbalbond voor het oosten van het land. Onder andere P.W. uit Enschede speelde tot aan de oprichting van de Twentsche Voetbalbond in 1899 mee bij de Geldersche Voetbalbond.
Door het groeiende aantal voetbalclubs ontstaan ook een aantal andere voetbalbonden in de provincie. De Apeldoornsche, Arnhemsche en Nijmeegsche Voetbalbond worden begin 20e eeuw opgericht. De bonden worden na erkenning door de Geldersche Voetbalbond een soort onderbond van de Geldersche Voetbalbond. De Geldersche Voetbalbond blijft toegankelijk voor clubs uit de gehele provincie (exclusief de Betuwe, welke is aangesloten bij de Brabantsche Voetbalbond).
In 1922 ontstonden er initiatieven om de Apeldoornsche, Arnhemsche, Nijmeegsche en Geldersche Voetbalbond laten fuseren. Clubs uit de Arnhemsche Voetbalbond verzetten zich echter hevig genoeg en weigeren te fuseren met de Geldersche Voetbalbond. De Apeldoornsche en Nijmeegsche gaan er wel in mee. Echter na een jaar stemmen de leden van het district Nijmegen massaal voor om weer zelfstandig als Nijmeegsche Voetbalbond verder te gaan.
Het gebied van de Geldersche bond wordt doordat de NVB de Arnhemsche en Nijmeegsche Voetbalbond erkent een stuk kleiner. Het gebied van de Geldersche Voetbalbond bestaat dan uit de Achterhoek, Noordelijk Veluwe en de Overijsselse regio Deventer.
Het bestuur van de bond was tot 1936 gevestigd in Arnhem. Vanaf 1936 vestigde de bond zich in Deventer.

### Afdeling Gelderland
In 1940 werd het voetbal in Nederland geherstructureerd. De vele voetbalbonden die Nederland had gingen samen tot 1 hoofdbond (KNVB) met 20 afdelingen. Hierbij ontstond onder andere de afdeling Gelderland. Het kwam er eigenlijk op neer dat de diverse bonden uit de regio opgingen in de Geldersche Voetbalbond. Ook tot het einde van de afdelingen (die ook wel onderbonden genoemd werden) in 1996 werd er dan ook meer gesproken over de Gelders(ch)e Voetbalbond dan over de afdeling Gelderland.
Het gebied wat toebehoorde aan de Geldersche Voetbalbond bleef hetzelfde als voor 1940.
In 1996 verdwenen alle onderbonden in Nederland. De competities van de onderbonden gingen over in nieuwe competities als lagere Klasses bij de KNVB. Zo werd het hoogste niveau van de Geldersche Voetbalbond de Vijfde klasse van de KNVB. Voor deze tijd was de Vierde klasse het laagste niveau bij de KNVB. En degradeerde de clubs uit de regio Gelderland naar de hoogste Klasse van de Geldersche Voetbalbond. En andersom promoveerde ze vanuit de hoogste klasse van de Geldersche Voetbalbond naar de Vierde Klasse van de KNVB.

## Afkorting
De officiële afkorting voor de Geldersche Voetbalbond was Geld. VB. Echter het kwam met enige regelmaat voor de bond werd afgekort als GVB.
Hierdoor ontstond weleens verwarring vanwege het feit dat de officiële afkorting van de Groninger Voetbalbond GVB was.